# خوار ری

خوار و گرمسار

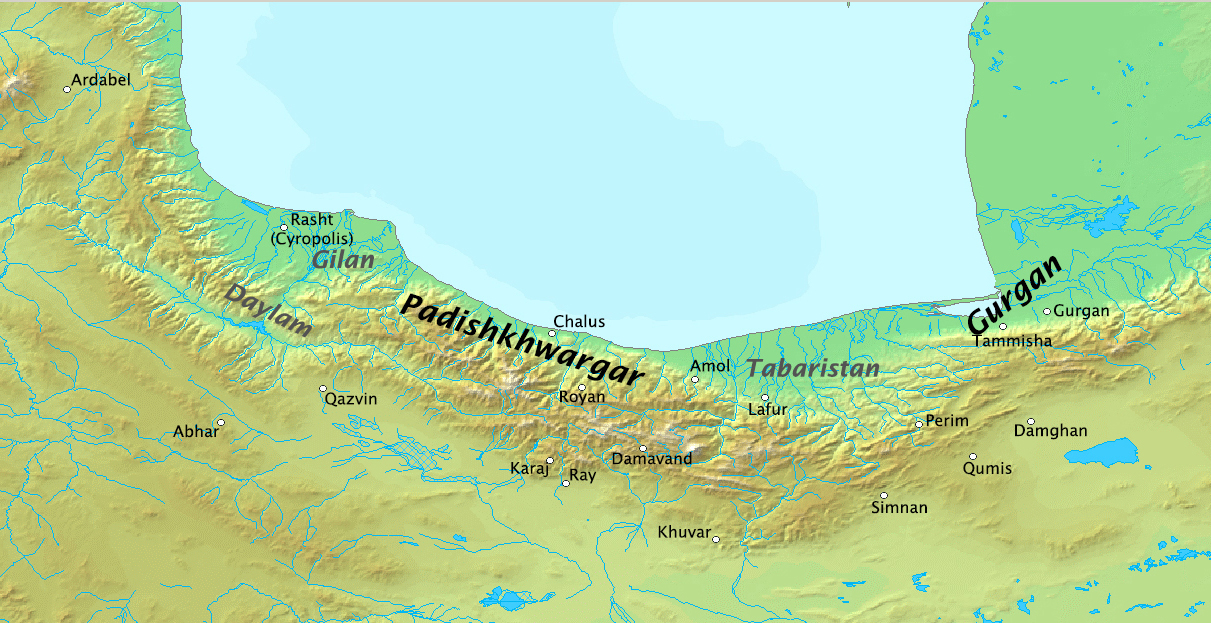
شهرهای اصلی پتشخوارگر در عصر ساسانی

خوار ری (Khuvar) در جلد دوم شاهنامه و در داستان نوذر یا جنگ ایران و توران آمده‌است. طبق متون برکه یا مرغزاری است در دشت ری که افراسیاب بار اول زمانیکه ری را مرکز فرماندهی یا پایتخت خویش قرار داده بود به این نقطه رجوع می‌کند.

## پیشینه خوار ـ ری
قلعه اران خوارری توسط آقامحمدابراهیم امین‌السلطان تجدید بنا شده است. 
پس از فتح دو شهر مهم ایرانیان یعنی آمل و ری توسط افراسیاب، دیگر کار جنگ رو به اتمام بود و فقط تعقیب و گریز اتفاقی و پاکسازی سررشته امور لشکر توران قرار داشت. زمانیکه افراسیاب هزار و دویست نفر باضافه نوذر را به اسارت درآورد بجز نوذر، همه آنها را به برادرش اغریرث سپرد تا در ساری یا آمل در بند نگهداشته‌شوند. ولی اغریرث که از آغاز با حمله به ایران مخالف بود اُسرای ایرانی را آزاد نمود تا کشواد آنها را به زابل ببرد و همینگونه هم شد.
افراسیاب وقتی موضوع را شنید بسیار خشمگین برادر را احضار کرد و پس از یک مشاجره لفظی در دم اغریرث را به دو نیم کرد. زال با شنیدن این خبر گفت کار افراسیاب دیگر رو به پایان است آنوقت سپاه زابلی را آماده حمله نمود تا کار افراسیاب را تمام کند. افراسیاب وقتی با خبر شد متقابلاً آماده پاسخ جانانه بود پس اینگونه سپاهش را به خوار ری آورد:
| چو بشنید افراسیاب این سخن |  | که دستان جنگی چه افکند بن   |
| بیاورد لشکر سوی خوار ری   |  | بیآراست جنگ و بیفشارد پی    |
| طلایه شب و روز در جنگ بود |  | تو گفتی که گیتی برو تنگ بود |